# Mittel- und osteuropäische Länder

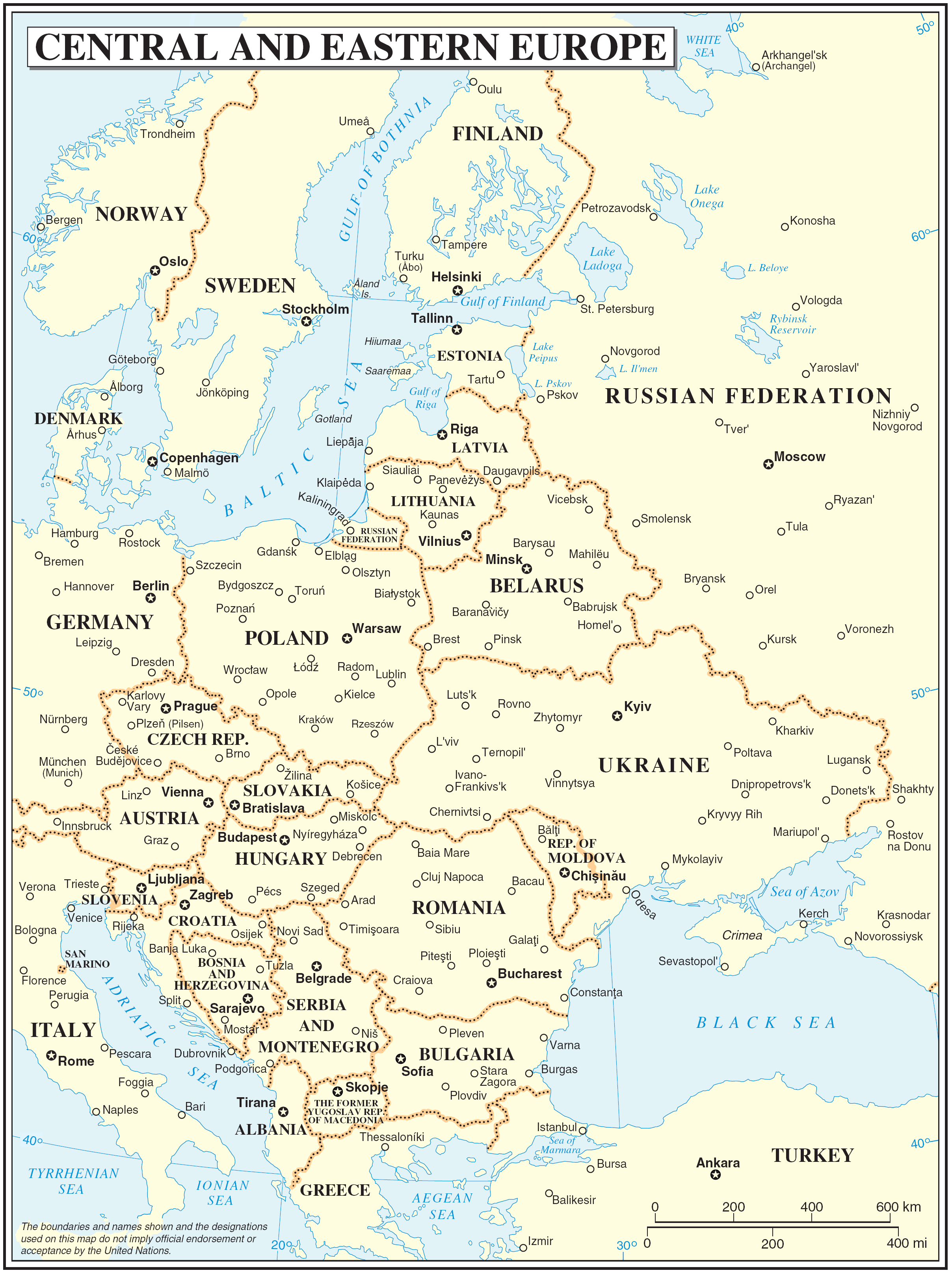
Karte der mittel- und osteuropäischen Staaten (Stand 2006)

Mittel- und osteuropäische Länder (MOEL), auch Mittel-/Osteuropa (MOE), steht für den gleichbedeutenden Begriff mittel- und osteuropäische Staaten (MOES). Der englische Ausdruck lautet CEE für englisch Central and Eastern Europe, der französische PECO für französisch Pays d’Europe centrale et orientale. Weitgehend identisch ist der EU-statistische Begriff Central and Eastern European Countries (CEC oder CEEC).
Welche Länder tatsächlich zu den mittel- und osteuropäischen Ländern gehören, ist unscharf abgegrenzt. Im engeren Sinn wird der Begriff für jene Länder gebraucht, die im Rahmen der EU-Erweiterung 2004 und 2007 in die Europäische Union aufgenommen wurden bzw. für jene Staaten des Westbalkans, die sich im Erweiterungsprozess befinden. Die ebenfalls unscharf abgegrenzte Großregion Ostmitteleuropa ist ein Teil der MOEL.

## Begriffsgeschichte

### Ostblock/Osteuropa
Bis 1989 wurde in Westeuropa meist der Begriff Ostblock verwendet, um jene Staaten Mittel- und Osteuropas zu kennzeichnen, die im Einflussgebiet der Sowjetunion lagen und sich selbst als sozialistisch bezeichneten. Nach dem Fall des Eisernen Vorhanges und den friedlichen Umwälzungen von 1989/90 wurde allerdings ein neuer Begriff für die Staaten dieser Region gesucht. Die ursprünglich ebenfalls weit verbreitete Bezeichnung Osteuropa ist im geographischen und historischen Sinne nicht korrekt, wird aber im politischen Sinne weiter gebraucht. Mit der Bezeichnung Mittel- und osteuropäische Länder sollte auch signalisiert werden, dass die meisten dieser Staaten lange Zeit zum Kern der europäischen Kultur zählten.

### Mittel-/Osteuropa, Mittel- und Osteuropa
Auch der Begriff Mittel-/Osteuropa, Mittel- und Osteuropa (MOE) findet breite Anwendung in Kontexten, wie der Zusammenarbeit der Regierungen und ihrer Organisationen, der Entwicklungsorganisationen und kommerzieller Unternehmen.

### Historische Kulturregion
Von Christian Giordano und anderen Wissenschaftlern wird eine der sechs historischen Regionen Europas „Mittelosteuropa“ genannt. Der Großraum, der in dieser Bedeutung vor allem das Baltikum, Polen, Ungarn, die Slowakei, Slowenien und Rumänien umfasst, war lange Zeit der Rohstofflieferant für Nordwesteuropa. Hervortretende Kennzeichen sind die Refeudalisierung, verbunden mit der Leibeigenschaft und eine Latifundien-Wirtschaft.

## MOEL-Staaten

### Im engeren Sinn
Die zu den MOEL zählenden Staaten sind:
- Estland, Lettland und Litauen (die baltischen Staaten, alle EU-Beitritt 2004)
- Ungarn, Tschechien, die Slowakei und Polen (die Visegrád-Gruppe, Beitritt 2004)
- Albanien, Bosnien und Herzegowina, Kosovo, Kroatien, Montenegro, Nordmazedonien, Serbien und Slowenien (teilweise der EU bereits beigetreten oder im derzeitigen Erweiterungsprozess)
- Bulgarien und Rumänien (Beitritt 2007)

Nicht zu den MOEL im engeren Sinn zählen üblicherweise:
- jene Länder Mitteleuropas, die vor 1989 zur westlichen Einflusssphäre zählten
- die vormals zur Deutschen Demokratischen Republik gehörigen ostdeutschen Länder
- die Nachfolgestaaten der Sowjetunion in Europa – mit Ausnahme der baltischen Staaten
- die ebenfalls in der EU-Erweiterung 2004 aufgenommenen Staaten Malta und Zypern

### Im weiteren Sinn
Gelegentlich wird der Begriff „Mittel- und Osteuropäische Staaten“ auch für das gesamte Kontinentaleuropa östlich der EU-Grenzen von vor der EU-Osterweiterung verwendet.
Zu den MOEL-Staaten im weiteren Sinn zählen daher zusätzlich:
- Ukraine
- Belarus
- Moldau
- Russland
- sowie Kasachstan an den Ostgrenzen Europas

Die MOEL im erweiterten Sinn kommen auf eine Gesamtfläche von circa 18.771.000 km² (davon allein Russland rund 17 Mio. km²) und eine Einwohnerzahl von 313,5 Millionen (davon Russland 144 Mio.).

## Eurostat
Die Bezeichnung CEC oder auch CEEC (Central and Eastern European Countries, auf Deutsch mittel- und osteuropäische Länder) wird von Eurostat derzeit für folgende Länder des MOEL-(CEE-)Raums verwendet, die eine Mitgliedschaft in der Europäischen Union anstreben:
- Albanien
- Bosnien und Herzegowina
- Kosovo
- Nordmazedonien
- Montenegro
- Serbien
- Türkei

Bis zu ihrem Beitritt zur Europäischen Union am 1. Mai 2004 zählten auch folgende Staaten zu dieser Kategorie:
- Estland
- Lettland
- Litauen
- Polen
- Ungarn
- Tschechien
- Slowakei
- Slowenien

Bis zu ihrem Beitritt zur Europäischen Union am 1. Januar 2007 zählten auch noch folgende Staaten zu dieser Kategorie:
- Rumänien
- Bulgarien

Bis zum Beitritt zur Europäischen Union am 1. Juli 2013 zählte auch noch folgender Staat zu dieser Kategorie:
- Kroatien